# Saxo Bank
Saxo Bank è una banca d'investimenti danese specializzata in investimenti e transazioni via internet con sede a Copenaghen. Offre trading attraverso le sue piattaforme online in Forex, azioni, CFD (contratti per differenza), futures, fondi, obbligazioni e spread su futures.  La società funziona come un broker online con una licenza bancaria, senza offrire prodotti bancari tradizionali. Secondo Saxo, circa metà delle sue attività derivano da partnership con partner commerciali istituzionali. Ha uffici in centri finanziari come Londra, Parigi, Zurigo, Dubai, Singapore, Milano e Tokyo.

## Storia

Sede di Saxo bank a Copenaghen (Distretto di Hellerup)

Fondata come azienda di brokeraggio nel 1992 sotto il nome di Midas Fondsmæglerselskab da Lars Seier Christensen, Kim Fournais e Marc Hauschildt. Nel 1997 lancia il suo primo prodotto internet: una piattaforma di trading per valute chiamata MITS (successivamente cambiata in SaxoTrader).
La società cambia il nome in Saxo Bank nel 2001 quando ottiene la licenza bancaria. Il nome deriva dal danese Saxo Grammaticus, perché esisteva già una banca nigeriana chiamata Mida che operava a livello internazionale. Saxo Bank lancia i suoi prodotti e servizi in Europa nei primi anni 2000, inizia a espandere la sua presenza on line e si trasferisce nella nuova sede nel sobborgo di Gentofte, a Copenaghen.
Nel giugno 2005 entra in Saxo Bank con una quota di minoranza General Atlantic, una società specializzata nel settore azionario: i due principali azionisti, Fournais e Christensen, ricevono 30 milioni di dollari a testa e rimangono ciascuno con il 25,7% di azioni della banca. La partecipazione di minoranza di General Atlantic (il 29,26%) sarà poi ceduta nel 2011 a TPG Capital. Il resto delle azioni di Saxo Bank sono detenute da altri azionisti di minoranza tra cui Sinar Mas Group con il 9,9% e un gruppo di dipendenti ed ex dipendenti della banca.
Nel settembre 2007 Saxo acquisisce il suo cliente svizzero, Synthesis Bank.  Quindi acquista una società di intermediazione francese, Cambiste, in seguito ribattezzata Saxo Banque France.  Nel corso del 2009 Saxo apre tra l'altro uffici a Milano, Praga e Dubai, arrivando ad avere 13 uffici esteri rispetto agli otto dell'anno precedente. Da allora la crescita avviene attraverso acquisizioni e start-up, è creato anche un dipartimento di gestione patrimoniale, Saxo Asset Management, legalmente separato dal resto della banca.
Il 2 ottobre 2017 la casa automobilistica cinese Geely, già proprietaria di Volvo dall'agosto 2010, annuncia di voler acquisire il 51,5% di Saxo Bank. Nello stesso tempo Sampo Group, uno dei principali gruppi di servizi finanziari nord-europei, si offre di acquistare il 19,9% dell'azienda mentre Kim Fournais, il CEO di Saxo Bank, rimane con il 25,7%. Le società che vendono sono Sinar Mas e TPG. Entrambe le offerte di acquisto sono in attesa di approvazione da parte delle autorità europee.
Nel marzo 2018 Saxo Bank realizza una partnership con Banca Generali della durata di 8 anni (rinnovabile) offrendo l'accesso alla banca italiana alla piattaforma di trading evoluto basato sulla tecnologia Saxo Bank. Viene costituita BG Saxo Sim, partecipata a maggioranza dalla capogruppo danese,  con cui per la prima volta un cliente di Banca Generali può vedere in tempo reale come verranno gestiti i suoi soldi.
Nel dicembre 2018 si espande nel brokeraggio on line acquisendo BinckBank, giovane società olandese quotata in Borsa, per 424 milioni di euro in contanti (pari a 6,36 euro per azione, con un premio del 35% rispetto all'ultima quotazione).